# Ross Macdonald
Ross Macdonald (13. prosince 1915 – 11. července 1983) byl americký spisovatel, autor detektivních románů.
Vlastním jménem Kenneth Millar a patří k velmi známým a populárním autorům další vlny tzv. „drsné školy“. Jeho příběhy se většinou odehrávají v jižní Kalifornii (zejména v okolí Los Angeles) a mají stejného hrdinu, soukromého detektiva Lewa Archera.
Narodil se v Los Gatos ve státě Kalifornie, ale vyrůstal s rodinou ve městě Kitchener, v kanadské provincii Ontariu. Zde začal také navštěvovat střední školu, ovšem poté, co jeho otec odešel od rodiny, začal spolu s matkou cestovat po různých městech v Americe. Na Michiganské univerzitě vystudoval postgraduálně literaturu. Ještě v Kanadě se poznal s Margaret Sturmovou, se kterou se oženil v roce 1938. Jeho manželka Margaret Millar se stala později také známá jako úspěšná spisovatelka detektivních románů. Měli spolu dceru Lindu, která zemřela v roce 1970. Na počátku 50. let se usadil s manželkou v Kalifornii v Santa Barbaře, kterou zčásti použil jako vymyšlené místo (Santa Teresa), kde se odehrávaly některé jeho knihy. Macdonald zde zemřel v roce 1983 na Alzheimerovu chorobu.

## Dílo
Millar začal publikovat první povídky v pulpových magazínech pod jménem John Macdonald, ještě za studií dokončil svůj první román Temný tunel (The Dark Tunnel), který vyšel v roce 1944 (česky Tamtam Praha, 2000). Svůj pseudonym změnil na Ross Macdonald, aby se nepletl s dalším americkým autorem Johnem D. MacDonaldem, který je známý řadou kriminálních románů s hrdinou Travisem McGee.
Nejznámější Macdonaldův detektiv Lew Archer se poprvé objevil v krátké povídce Find the Woman, která vyšla v roce 1946. První román s tímto hrdinou – Pohyblivý terč (The Moving Target) – vyšel v roce 1949 a zaznamenal velký úspěch a později (1966) byl i zfilmován s Paulem Newmanem v hlavní roli pod názvem Harper. S Lew Archerem vyšlo celkem 18 románů, k nejúspěšnějším patřily například Pohled zpátky nebo Šípková Růženka.
Macdonald pokračuje v tradici tzv. „drsné školy“ a rozvíjí dál odkaz Dashiella Hammetta a Raymonda Chandlera. Vedle toho však přiznává vliv F. Scotta Fitzgeralda a umí velmi dobře propracovat psychologii postav. Má velmi výrazný smysl pro popis a v jeho knihách nechybí ani silné sociální cítění (mnohdy se Lew Archer pohybuje v prostředí horních deseti tisíc a na jejich nemorálním chování ukazuje velmi úzkou hranici mezi svědomím a schopností umlčet svědky penězi). Ve svých románech odhaluje lidskou slabost, a to zejména v často nefunkčních rodinných vztazích, vedle toho často kombinuje psychologický thriller a čistou detektivku.

### Série s Lew Archerem
- Pohyblivý terč (The Moving Target) (1949, česky 2000 v překladu Oldřicha Janoty, též zfilmováno v roce 1966 pod názvem Harper s Paulem Newmanem)
- Smrt v bazénu (The Drowning Pool) (1950, česky 1971 v překladu Hany Bělohradské, též zfilmováno v roce 1975 pod názvem "Lew Harper" s Paulem Newmanem)
- Cesta smrti (The Way Some People Die) (1951, česky 1998 v překladu Richarda Sysaly)
- Mrtvý úsměv  (The Ivory Grin, vyšlo také pod názvem Marked for Murder) (1952, česky 1970 v překladu Vladimíra Vařechy), česky také 1998 jako Ztracená naděje[p 1]
- Najít oběť (Find a Victim) (1954, česky 1983 v překladu Jarmily Rosíkové, vyšlo v knize 3x soukromý detektiv Lew Archer)
- Barbarské pobřeží (The Barbaroust Coast) (1956, česky 1993 v překladu Václava Straky)
- Smrt z osudí (The Doomsters) (1958, česky 1999 v překladu Evy Oliveriusové)
- Případ Galton (The Galton Case) (1959, česky 1998 v překladu Markéty Hadačové)
- Honba za Phoebe (The Wycherly Woman) (1961, česky 1972 v překladu Evy Outratové)
- Bíle pruhovaný pohřební vůz (The Zebra-Striped Hearse) (1962, česky 1971 v překladu Františka Jungwirtha)
- Zamrazení (The Chill) (1964, česky 1975 v překladu Tomáše Korbaře, vyšlo v knize 3x Lew Archer)
- Rub dolaru (The Far Side of the Dollar) (1965, česky 1975 v překladu Jarmily Rosíkové, vyšlo v knize 3x Lew Archer)
- Černé peníze (Black Money) (1966, česky 1997 v překladu Zlaty Kufnerové)
- Osudový nepřítel (The Instant Enemy) (1968, česky 1997 v překladu Barbory Traburové)
- Pohled zpátky (The Goodbye Look) (1969, česky 1983 v překladu Zdeňka Kirschnera, vyšlo v knize 3x soukromý detektiv Lew Archer)
- Pohřešovaný (The Underground Man) (1971, česky 1975 v překladu Heleny Nebelové, vyšlo v knize 3x Lew Archer)
- Šípková Růženka (Sleeping Beauty) (1973, česky 1976 v překladu Heleny Nebelové)
- Modré kladivo (The Blue Hammer) (1976, česky 1983 v překladu Pavla Medka, vyšlo v knize 3x soukromý detektiv Lew Archer)

### Soubor povídek
- Soukromý detektiv Lew Archer (Lew Archer private investigator (česky 1994 v překladu Jana Z. Nováka)

### Ostatní knihy
Pod jménem Ken Miller
- The South Sea Soup Co. (1931)

Pod jménem Kenneth Millar
- Fatal Facility (1939)
- Find the Woman (1946)

Pod jménem John Macdonald
- Temný tunel (The Dark Tunnel, též pod názvem I Die Slowly) (1944, česky 2000 v překladu Evy Oliveriusové)
- Smrt v patách (Trouble Follows Me) (1946, česky 1999 v překladu Evy Oliveriusové)
- Smutné město (Blue City) (1947, česky 1994 v překladu Václava Straky)
- Rozcestí (The Three Roads) (1948, česky 1998 v překladu Markéty Hadačové)
- The Sky Hook (1948)
- The Bearded Lady (1948)
- Shock Treatment (1953)
- The Imaginary Blonde (1953)

Pod jménem Ross Macdonald
- Setkání v márnici (Meet me at the Morgue, též pod názvem Experience With Evil) (1953, česky 1994 v překladu Václava Straky)
- Fergusunova aféra (The Ferguson Affair) (1960, česky 2002 v překladu Evy Oliveriusové)